# Landtagswahlkreis Halle II
Der Landtagswahlkreis Halle II (Wahlkreis 36) ist ein Landtagswahlkreis in Sachsen-Anhalt. Er umfasste zur Landtagswahl in Sachsen-Anhalt 2021 von der kreisfreien Stadt Halle (Saale) die Stadtteile und Stadtviertel Gesundbrunnen, Heide-Süd, Industriegebiet Nord, Kröllwitz, Lutherplatz/Thüringer Bahnhof, Ortslage Trotha, Saaleaue und Südliche Innenstadt.
Der Wahlkreis wird in der achten Legislaturperiode des Landtages von Sachsen-Anhalt von Marco Tullner vertreten. Er gewann das Direktmandat bereits bei den Wahlen in den Jahren 2002, 2006, 2011 sowie 2016 und verteidigte das Direktmandat zuletzt bei der Landtagswahl am 6. Juni 2021 mit 27,0 % der Erststimmen.

## Wahl 2021
Im Vergleich zur Landtagswahl 2016 wurde der Zuschnitt des Wahlkreises nicht verändert. Auch Name und Nummer des Wahlkreises wurden nicht geändert.
Es traten neun Direktkandidaten an. Von den Direktkandidaten der vorhergehenden Wahl traten Marco Tullner und Katja Pähle erneut an. Wolfgang Aldag kandidierte bei der Wahl 2021 im Landtagswahlkreis Halle III. Marco Tullner verteidigte das Mandat mit 27,0 % der Erststimmen. Katja Pähle zog über Platz 1 der Landesliste der SPD ebenfalls in den Landtag ein.
|                        |                      | Erst- stimmen | Erst- stimmen | Zweit- stimmen | Zweit- stimmen |
| Bewerber               | Partei               | Anzahl        | %             | Anzahl         | %              |
| ---------------------- | -------------------- | ------------- | ------------- | -------------- | -------------- |
| Wahlberechtigte        | Wahlberechtigte      | 46.468        | 100,0         | 46.468         | 100,0          |
| Wähler                 | Wähler               | 30.268        | 65,1          | 30.268         | 65,1           |
| Ungültige Stimmen      | Ungültige Stimmen    | 415           | 1,4           | 356            | 1,2            |
| Gültige Stimmen        | Gültige Stimmen      | 29.853        | 98,6          | 29.912         | 98,8           |
| davon                  |                      |               |               |                |                |
| Marco Tullner          | CDU                  | 8.058         | 27,0          | 9.401          | 31,4           |
| Udo Nistripke          | AfD                  | 3.860         | 12,9          | 3.751          | 12,5           |
| Dirk Gernhardt         | DIE LINKE            | 4.249         | 14,2          | 4.108          | 13,7           |
| Katja Pähle            | SPD                  | 4.714         | 15,8          | 2.748          | 9,2            |
| Antje Schulz           | GRÜNE                | 3.946         | 13,2          | 4.510          | 15,1           |
| Torsten Schaper        | FDP                  | 2.630         | 8,8           | 2.257          | 7,5            |
| Andrea Menke           | FREIE WÄHLER         | 1.117         | 3,7           | 682            | 2,3            |
| –                      | NPD                  | –             | –             | 37             | 0,1            |
| –                      | Tierschutzpartei     | –             | –             | 557            | 1,9            |
| –                      | Tierschutzallianz    | –             | –             | 106            | 0,4            |
| –                      | LKR                  | –             | –             | 17             | 0,1            |
| Hans-Dieter Sondermann | Die PARTEI           | 788           | 2,6           | 450            | 1,5            |
| –                      | Gartenpartei         | –             | –             | 133            | 0,4            |
| –                      | FBM                  | –             | –             | 24             | 0,1            |
| –                      | TIERSCHUTZ hier!     | –             | –             | 149            | 0,5            |
| Dirk Talkenberger      | dieBasis             | 491           | 1,6           | 406            | 1,4            |
| –                      | Klimaliste ST        | –             | –             | 76             | 0,3            |
| –                      | ÖDP                  | –             | –             | 74             | 0,2            |
| –                      | Die Humanisten       | –             | –             | 116            | 0,4            |
| –                      | Gesundheitsforschung | –             | –             | 119            | 0,4            |
| –                      | PIRATEN              | –             | –             | 160            | 0,5            |
| –                      | WiR2020              | –             | –             | 31             | 0,1            |

## Wahl 2016
Bei der Landtagswahl in Sachsen-Anhalt 2016 waren 46.574 Einwohner wahlberechtigt; die Wahlbeteiligung lag bei 65,5 %. Marco Tullner gewann erneut das Direktmandat für die CDU.
| Bewerber        | Partei            | Erststimmen in % | Zweitstimmen in % |
| --------------- | ----------------- | ---------------- | ----------------- |
| Marco Tullner   | CDU               | 26,0             | 25,3              |
| Sarah Heinemann | LINKE             | 21,1             | 18,6              |
| Gernot Nette    | AfD               | 18,7             | 17,3              |
| Katja Pähle     | SPD               | 16,5             | 12,1              |
| Wolfgang Aldag  | GRÜNE             | 9,6              | 11,6              |
| Frank Sitta     | FDP               | 8,2              | 6,6               |
| –               | Freie Wähler      | –                | 1,7               |
| –               | Tierschutzpartei  | –                | 1,6               |
| –               | Die PARTEI        | –                | 1,4               |
| –               | NPD               | –                | 1,2               |
| –               | Tierschutzallianz | –                | 1,2               |
| –               | ALFA              | –                | 0,8               |
| –               | FBM               | –                | 0,4               |
| –               | MG                | –                | 0,3               |
| –               | Die Rechte        | –                | 0,2               |

## Wahl 2011
Bei der Landtagswahl in Sachsen-Anhalt 2011 waren 51.728 Einwohner wahlberechtigt; die Wahlbeteiligung lag bei 53,6 %. Marco Tullner gewann das Direktmandat für die CDU.
| Bewerber             | Partei           | Erststimmen in % | Zweitstimmen in % |
| -------------------- | ---------------- | ---------------- | ----------------- |
| Marco Tullner        | CDU              | 31,1             | 28,1              |
| Hendrik Lange        | Die Linke        | 24,7             | 22,5              |
| Katja Pähle          | SPD              | 22,9             | 21,7              |
| Tobias Röder-Kolberg | FDP              | 3,3              | 4,7               |
| Dietmar Weihrich     | GRÜNE            | 11,8             | 13,4              |
| –                    | Freie Wähler     | –                | 1,2               |
| –                    | KPD              | –                | 0,2               |
| –                    | MLPD             | –                | 0,3               |
| Wolfgang Winter      | NPD              | 2,7              | 2,8               |
| –                    | ödp              | –                | 0,2               |
| –                    | Tierschutzpartei | –                | 1,3               |
| Thilo Fester         | Piraten          | 3,5              | 3,1               |
| –                    | SPV              | –                | 0,5               |

## Wahl 2006
Bei der Landtagswahl in Sachsen-Anhalt 2006 traten folgende Kandidaten an:
| Name                              | Partei          | Anteil der Erststimmen |
| --------------------------------- | --------------- | ---------------------- |
| Marco Tullner                     | CDU             | 30,4 %                 |
| Hendrik Lange                     | Die Linke       | 25,2 %                 |
| Gerlinde Kuppe                    | SPD             | 28,1 %                 |
| Friedemann Scholze                | FDP             | 6,4 %                  |
| Dietmar Weihrich                  | GRÜNE           | 6,0 %                  |
| Stefan Vetter                     | AGFG            | 1,8 %                  |
| Iris Harnack                      | Bü – DKP/KPD    | 0,4 %                  |
| Maik Hansen                       | Off D-STATT-DSU | 0,5 %                  |
| Heinz Maluch                      | GUT             | 1,3 %                  |
| Wahlberechtigte: 50.855 Einwohner |                 |                        |
| Wahlbeteiligung: 46,9 %           |                 |                        |